# Zajednica Madrida
Zajednica Madrida (špa. Comunidad de Madrid) je španjolska autonomna zajednica, smještena u središtu Pirenejskog poluotoka te visoravni Meseta, graniči s provincijama Guadalajara, Cuenca, Toledo (autonomna zajednica Kastilja-La Mancha), Ávila i Segovia (autonomna zajednica Kastilja i León).  Glavni grad je Madrid, koji je također glavni grad Španjolske, kao i istoimene provincije koja se poklapa s granicama autonomne zajednice (tzv. jednoprovincijalna autonomna zajednica).

## Etimologija
Za vrijeme muslimanske okupacije današnjeg područja Zajednice Madrida, Arapi su nadjenuli ime Mayrit (المجريط) mjestu koje se kasnije razvilu u Madrid. Arapska riječ se mijenjala kroz srednji vijek u današnji oblik, Madrid.

## Povijest
Područje današnje Zajednice Madrida bila je malo važna regija Rimskog Carstva. Poslije Rekonkviste, područje je priključeno Kraljevstvu Kastilije, a u XVI. stoljeću, za kralj Filipa II., grad Madrid postaje glavni grad monarhije, čime počinje razvoj ovoga područja.
Kasnije, provincija Madrid postaje dio povijesne regije nazvane Nova Kastilija.
U tranziciji ka demokraciji poslije Francove smrti, provincija Madrid se izdvaja iz Kastilije te se ustanovljuje kao jednoprovincijalna autonomna zajednica. Statut autonomije donesen je 1. ožujka 1983. godine.
Od svog nastanka izabrani su sljedeći autonomni predsjednici: Joaquín Leguina (1983. – 1995.), Alberto Ruiz-Gallardón (1995. – 2003.) te aktualna predsjednica Esperanza Aguirre Gil de Biedma (izabrana 2003.)